# Andra Krönikeboken
Andra Krönikeboken är en skrift i judendomens Ketuvim och kristendomens Gamla testamente. Den täcker tiden från Salomo till återkomsten från fångenskapen i Babylon. Skildringen ligger nära Första Kungabokens, men bilden av Salomo är mer idealiserad, och betoningen ligger delvis på prästerliga ting. Salomo är inte bara en vis kung, han är också en förebild i fromhet. Andra Krönikebokens senare del, kapitel 10-36, är en genomgång av folkets historia efter Salomo. Sydriket Juda står i fokus.